# Għajn Ħadid torony
Għajn Ħadid torony (máltaiul: Torri ta' Għajn Ħadid), eredetileg Salamon torony más néven Xagħra torony (máltaiul: It-Torri tax-Xagħra ), kis őrtorony romja Mellieħa határán, Máltán. 1658-ban épült Martín de Redín nagymester parancsára, aki Málta partjainak védelmében összesen tizenhárom hasonló kisméretű erődtornyot építtetett. A Għajn Ħadid torony az 1856-os földrengés során összeomlott.

## Története
A Għajn Ħadid torony 1658-ban épült a Mġiebaħ-öbölnél, kilátással az Armier-öbölre, Cominóra, Gozóra, a Szent Pál-öbölre és Baħar iċ-Ċagħaqra. De Redín nagymester katona volt és elődjének példáját követve kisebb, szabványos őrtornyokkal szegélyezte a partvonalat a szigetek védelmében, amelyek sorában ez a torony készült el elsőként. A tornyok elsődleges szerepe a part megfigyelése és az ellenséges hajók közeledtére való figyelmeztetés volt, megelőzve a váratlan támadásokat. Egymástól látótávolságára építették őket, hogy lövéssel, füst és tűzjelekkel éjjel-nappal üzenhesenek egymásnak és a part azon részein álltak, ahol a terep lehetővé tette a kikötést és partraszállást. Az építkezés költsége 529 scudi, 2 tari és 8 uqija volt, amelyet maga a nagymester finanszírozott.
Az egykori torony formailag teljesen megegyezett az 1638-ban elkészült Xutu toronnyal – amelyet még az előző nagymester, Jean-Paul de Lascaris-Castellar építtetett. Alaprajza négyzetes, kétemeletes. Az alsó, ablaktalan szoba tárolóként szolgált, a felső szoba a kis legénység lakása volt. A szilárd falazaton belül csigalépcső kötötte össze a felső szintet a lapostetővel, amelyet falazott mellvéd vett körül. A torony egyetlen bejárata az első emelet szintjén volt, ahová létrán át lehetett bejutni.
1743-ban a pestisjárványtól való félelem miatt a Johanniták minden parti tornyot átvizsgáltak, és állapotukat jelentésbe foglalták. Ekkor a torony fegyverzete két hatfontos bronzágyú, tizennyolc ágyúgolyó, lőpor, valamint négy muskéta és tizenkét muskétagolyó volt. Hat katona állomásozott benne. A toronytól pár méterre egy tömör sziklába vájt kút állt és termőföldek vették körül, amely alapján a torony önellátó lehetett.
A Għajn Ħadid torony felső emelete 1856. október 12-én a heraklioni földrengés során beomlott. A tornyot nem építették újjá, az alsó szint romjai még állnak. A romok tanulmányozása fontos információkat ad a lovagkori erődépítészetről.
Közvetlenül a torony romja mellett áll egy kis tömbös kőépület, de nem tudni, hogy pontosan mikor – a torony összeomlása előtt vagy után – épült.
Az építtető De Redín nagymester címertáblája, amely eredetileg a torony bejárata fölött volt, ma a mellieħa-i Tas-Salib kertben látható a Għajn Ħadid torony egyik hatfontos ágyújával együtt.

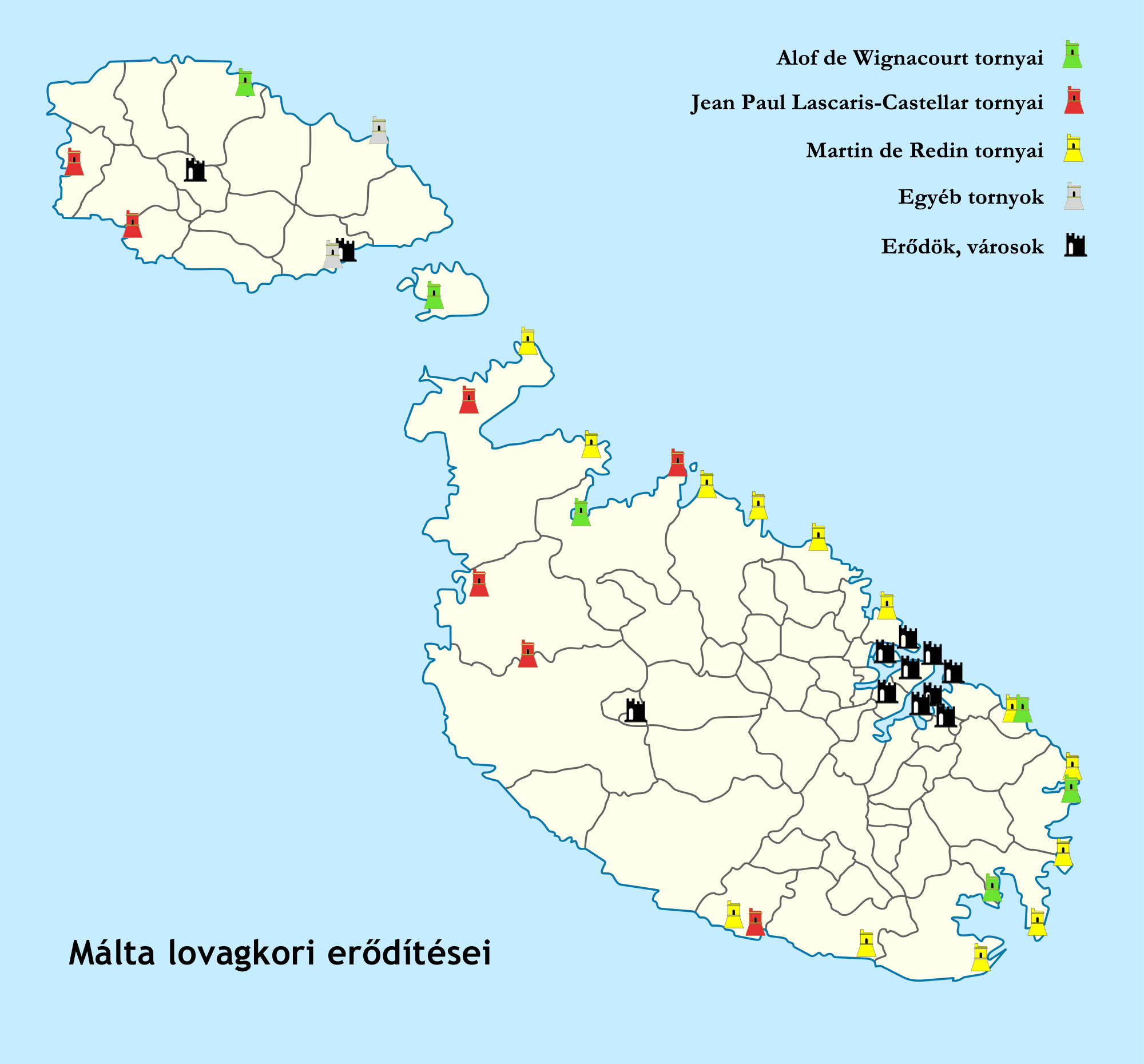
Málta 1530–1798 között épült partvédelmi rendszere
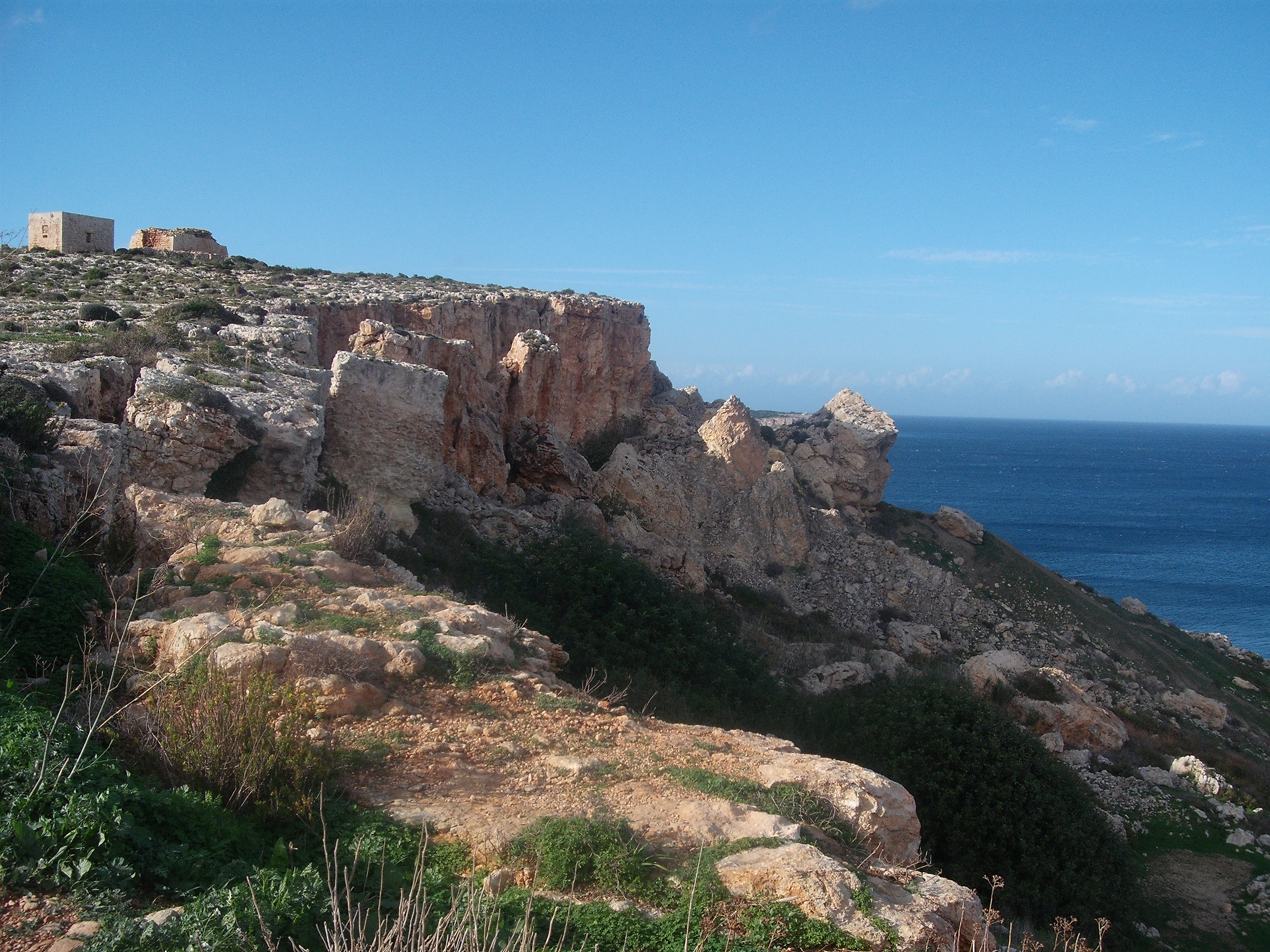
A toronyrom képe

## Fordítás
Ez a szócikk részben vagy egészben  a   Għajn Ħadid Tower című angol Wikipédia-szócikk fordításán alapul.  Az eredeti cikk szerkesztőit annak laptörténete sorolja fel. Ez a jelzés csupán a megfogalmazás eredetét és a szerzői jogokat jelzi, nem szolgál a cikkben szereplő információk forrásmegjelöléseként.

## Külső hivatkozások
- A máltai szigetek kulturális javainak nemzeti jegyzéke